# Burjuc
Burjuc es una comuna ubicada en el distrito de Hunedoara, Rumania.

## Superficie
Cuenta con una superficie de 65,02 kilómetros cuadrados.

## Demografía
Hasta 2021 la población era de 734 habitantes, con una densidad de población de 11,29 habitantes por kilómetro cuadrado.